# Stretto Jurij
Lo stretto di Jurij (in russo пролив Юрий) è un braccio di mare nell'oceano Pacifico settentrionale che separa l'isola di Jurij da Anučina, nella piccola catena delle isole Curili (Малая Курильская гряда). Si trova nel Južno-Kuril'skij rajon dell'oblast' di Sachalin, in Russia. 
Lo stretto di Jurij collega lo stretto Južno-Kuril’skij con l'oceano Pacifico, è largo circa 3 km. La profondità è tra i 21 e i 54 m.